# Maxime Pianfetti
Maxime Jean-Baptiste Pianfetti (* 15. März 1999 in Tarbes) ist ein französischer Säbelfechter.

## Erfolge
Maxime Pianfetti sicherte sich bei den Weltmeisterschaften 2022 in Kairo seine erste internationale Medaille, als er im Einzel den zweiten Platz belegte. Er unterlag im Finale dem Ungar Áron Szilágyi knapp mit 14:15. Ein Jahr darauf gewann er bei den Europaspielen in Krakau mit Boladé Apithy, Sébastien Patrice und Tom Seitz im Mannschaftswettbewerb die Goldmedaille.
Bei den Olympischen Spielen 2024 in Paris schied Pianfetti in der Einzelkonkurrenz bereits in seinem ersten Gefecht gegen Mitchell Saron aus den Vereinigten Staaten mit 12:15 aus. Im Mannschaftswettbewerb erreichte er gemeinsam mit Boladé Apithy, Sébastien Patrice und Jean-Philippe Patrice das Halbfinale, nachdem in der ersten Runde Ägypten mit 45:41 besiegt wurde. Im Halbfinale unterlagen die Franzosen der Équipe Südkoreas mit 39:45, sodass sie gegen den Iran das abschließende Gefecht um Bronze bestritten. Dieses gewannen sie deutlich mit 45:25.
Für seinen olympischen Medaillengewinn erhielt Pianfetti am 24. September 2024 das Ritterkreuz des Ordre national du Mérite. Neben seinen Aktivitäten als Fechter ist er bei der Police nationale angestellt. Er absolviert ein Masterstudium der Mathematik an der Sorbonne Université.